# Pierre-Narcisse Guérin
Pierre-Narcisse Guérin (Parigi, 13 maggio 1774 – Roma, 6 luglio 1833) è stato un pittore francese.

## Biografia
Nato a Parigi, fu ammesso a soli 11 anni all'Accademia reale di pittura e scultura, dove fu allievo di Hugues Taraval, di Nicolas Guy Brenet e quindi di Jean-Baptiste Regnault di cui divenne l'allievo preferito. La sua prima opera importante fu Il ritorno di Marco Sesto che ebbe un successo senza precedenti al Salon del 1799. Poco dopo dipinse il suo Orfeo sulla tomba di Euridice e L'offerta a Esculapio, una delle sue tele migliori.
A 23 anni vinse l'ambito "prix de Rome" e si recò quindi in Italia, dove trascorse diversi anni e studiò con Joseph-Benoît Suvée. Nel 1800, per ragioni di salute, si recò per un breve soggiorno a Napoli, dove dipinse I pastori al sepolcro di Aminta e, nel 1802, Fedra e Ippolito.
Rientrò a Parigi nel 1810 e riapparve al Salon di quell'anno con tre opere: Aurora e Cefalo (composizione ricca di grazia ma accolta assai freddamente), Andromaca e Pirro (opera teatraleggiante e fredda) e Napoleone perdona i ribelli al Cairo (tela eseguita superficialmente che gli valse non poche critiche). Queste opere appaiono piuttosto melodrammatiche e ricche di enfasi,  ma seguivano comunque il gusto del periodo del Primo Impero.
Lo stesso anno Guérin aprì a Parigi uno studio che ben presto divenne assai noto e frequentato, e dal quale uscirono i più ardenti pittori romantici: Théodore Géricault, Ary Scheffer, Léon Cogniet, Victor Orsel, Paul Huet, Eugène Delacroix, Édouard Cibot.
La Restaurazione portò a Guérin altri successi: ricevette dal Primo Console la Legion d'Onore nel 1808 e, nel 1815, Luigi XVIII lo nominò membro dell'Accademia di Belle arti.
Il suo stile mutò, sempre in relazione ai gusti correnti; nel quadro Enea e Didone , ad esempio, che fu assai apprezzato al Salon del 1817, Guérin adottò una tecnica più sensuale e pittorica. Di questo periodo merita una citazione anche l'opera Clitemnestra e Agamennone.

Gli fu quindi commissionata una tela con una scena della vita di San Luigi per La Madeleine, ma i suoi problemi di salute gli fecero rifiutare l'incarico ed accettare nel 1822 il posto di Direttore dell'Accademia di Francia a Roma che nel 1816 aveva rifiutato.
Ritornò in Francia nel 1828 e in quell'anno, essendo stato nominato in precedenza Cavaliere dell'Ordine di S. Michele, fu fatto nobile col titolo di Barone.
Si applicò allora al completamento dell'opera Pirro e Priamo, che aveva iniziato a Roma. Ma le sue condizioni si aggravarono ed egli, nella speranza di un miglioramento, tornò ancora in Italia con Horace Vernet. Poco dopo il suo arrivo a Roma, però, Pierre-Narcisse Guérin morì. Ebbe sepoltura nella chiesa di Trinità dei Monti, a fianco di Claude Lorrain.
Professore presso la Scuola di Belle arti nel 1814, membro dell'Accademia di Belle arti di Francia nel 1815, direttore dell'Accademia di Francia a Roma dal 1818 al 1828, Guérin ebbe una carriera assai brillante. Le sue composizioni, prevalentemente ispirate a soggetti storico-mitologici, allegorici e del teatro, non mancano di una certa grandiosità. Vi si nota la purezza del segno e dei contorni, l'armonia cromatica e un sicuro equilibrio nei rapporti compositivi.
Ma, se le opere di fantasia possono apparire fredde e accademiche, nei ritratti dal vivo (La figlia, Busto di ragazza, Il ritorno di Marco Sesto, etc.) il pennello di Guérin sprigiona uno spessore interpretativo e una vibrazione umana che ne evidenziano il vero talento e preludono chiaramente alla visione romantica.

## Opere principali

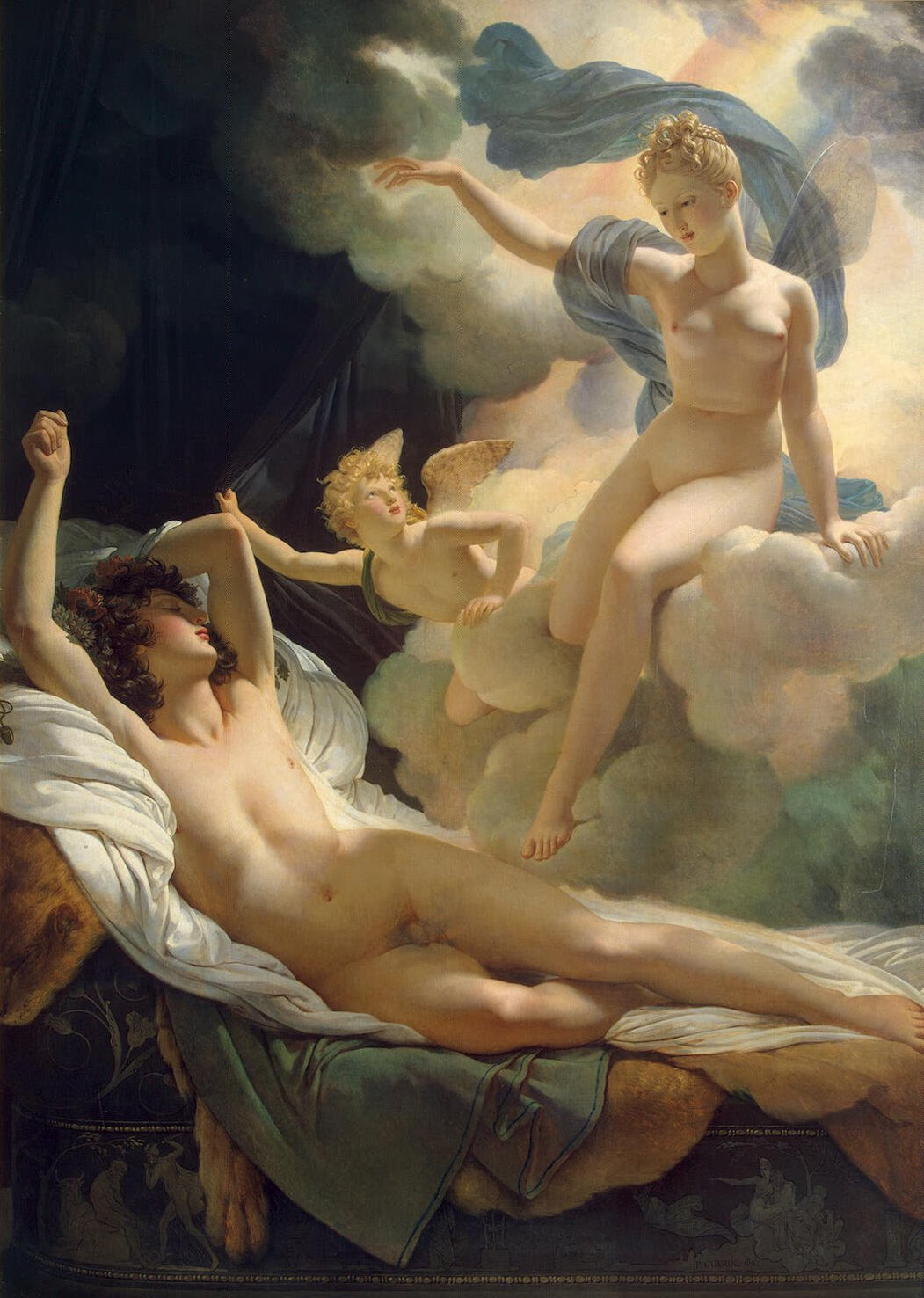
Morfeo e Iris (1811), Museo dell'Hermitage.

- Busto di ragazza, (con le mani sui seni), Louvre, 1794.
- Il ritorno di Marco Sesto proscritto da Silla, che trova sua moglie morta e sua figlia nella disperazione,  Louvre, 1799.
- Autoritratto, Museo Delacroix.
- Napoleone che grazia i ribelli del Cairo, 23 ottobre 1798,  Museo del Castello di Versailles, 1808.
- Bonaparte perdona i rivoltosi del Cairo, Museo di Belle arti, Caen.
- Aurora e Cefalo, 1810, Louvre.
- Morfeo e Iris, 1811.
- Andromaca e Pirro,  Museo di Belle arti, Bordeaux, 1813.
- Fedra e Ippolito,  Louvre. Copia al Museo di Bordeaux. 1815.
- Enea e Didone, detto: Enea racconta a Didone le disgrazie della città di Troia, schizzo e pittura, Louvre, 1815.
- I pastori sulla tomba di Aminta, Louvre.
- Venere e Adone,
- Busto di giovane donna, Louvre, 1812.
- Ritratto di Chateaubriand sullo sfondo di un paesaggio montagnoso,
- Amore e Onfale, Louvre.
- Henri du Vergier detto Henri de La Rochejaquelein,  Museo di Cholet, 1817.
- Louis du Vergier, marchese de la Rochejaquelein (1777-1815), Generale della Vandea, Museo di Cholet, 1819.
- Decorazione del soffitto degli Appartamenti di Anna d'Austria,  Louvre, 1800.
- Filotas, (schizzo), Museo di Belle arti, Valenciennes.
- Morte del generale Lannes (duca di Montebello), Museo di Belle arti, Valenciennes.
- Omero affascina Glauco con i suoi canti, Museo di Belle arti, Valenciennes.
- Morte di Germanico, Museo Magnin, Digione.
- Ritratto di un membro della spedizione in Egitto,  Museo Magnin, Digione.
- Morte di Priamo, disegno al Louvre; quadro incompiuto al Museo di Belle arti di Angers.
- Morte di Catone, disegno, Louvre.
- Clitemnestra esita prima di colpire Agamennone addormentato", Louvre.
- Santa Genoveffa, Castello di Compiègne.
- L'offerta a Esculapio Museo di Belle arti, Arras.

## Galleria d'immagini

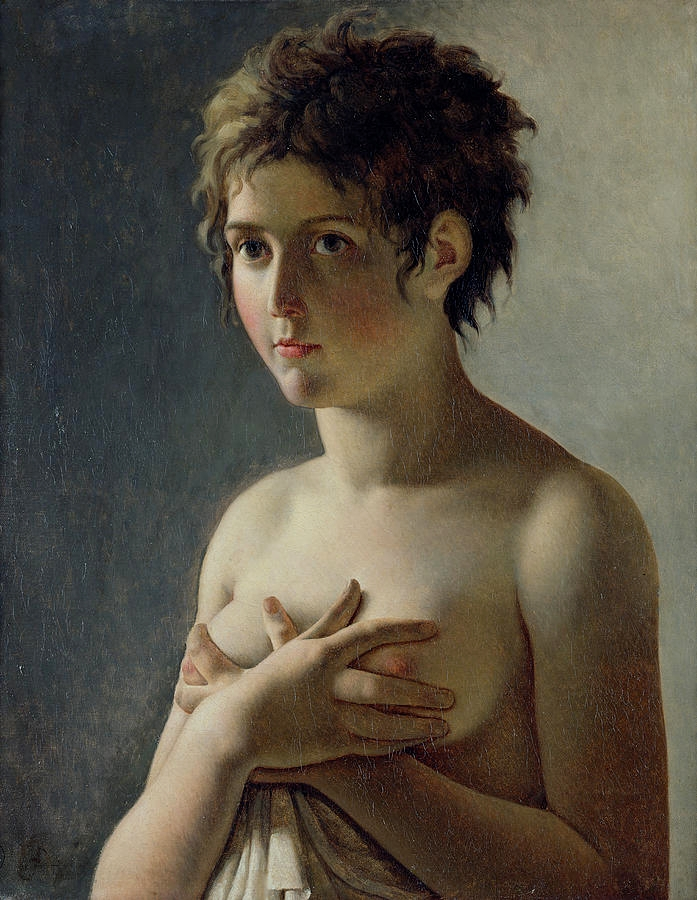
Busto di ragazza
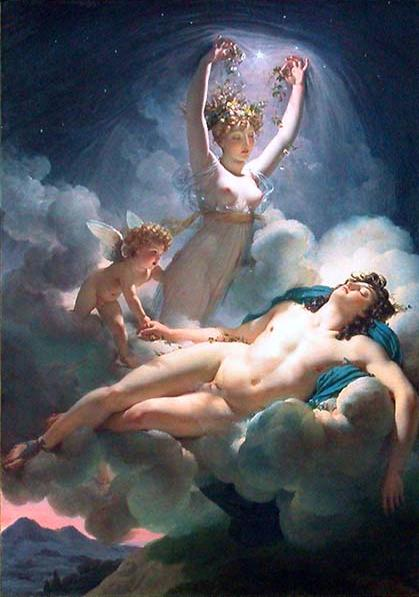
Aurora e Cefalo
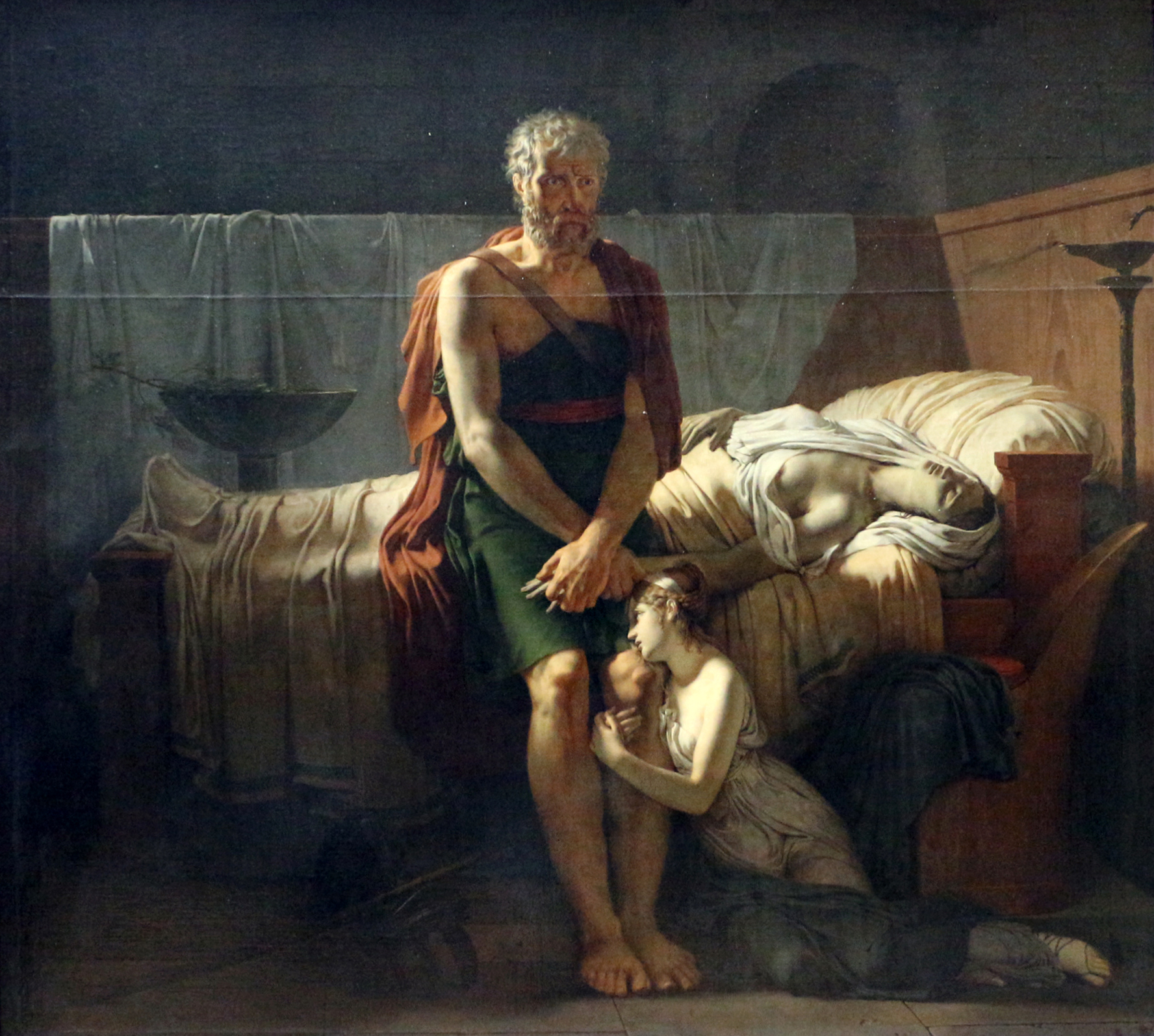
Il ritorno di Marco Sesto
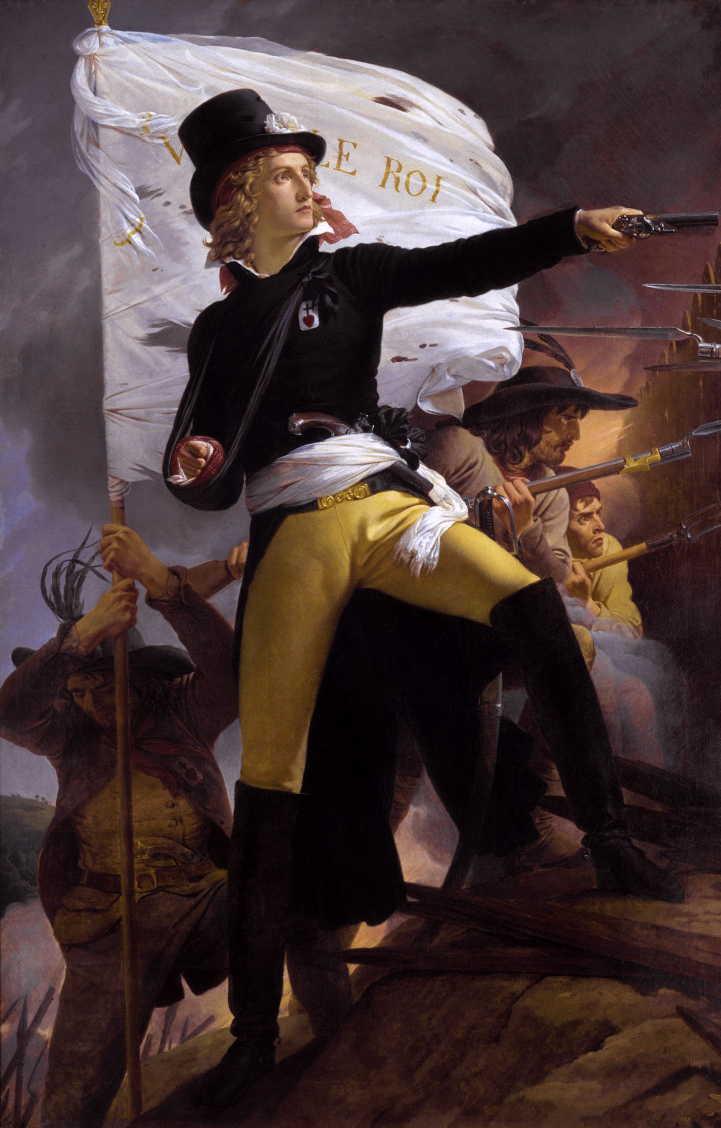
Henri de la Rochejacquelein
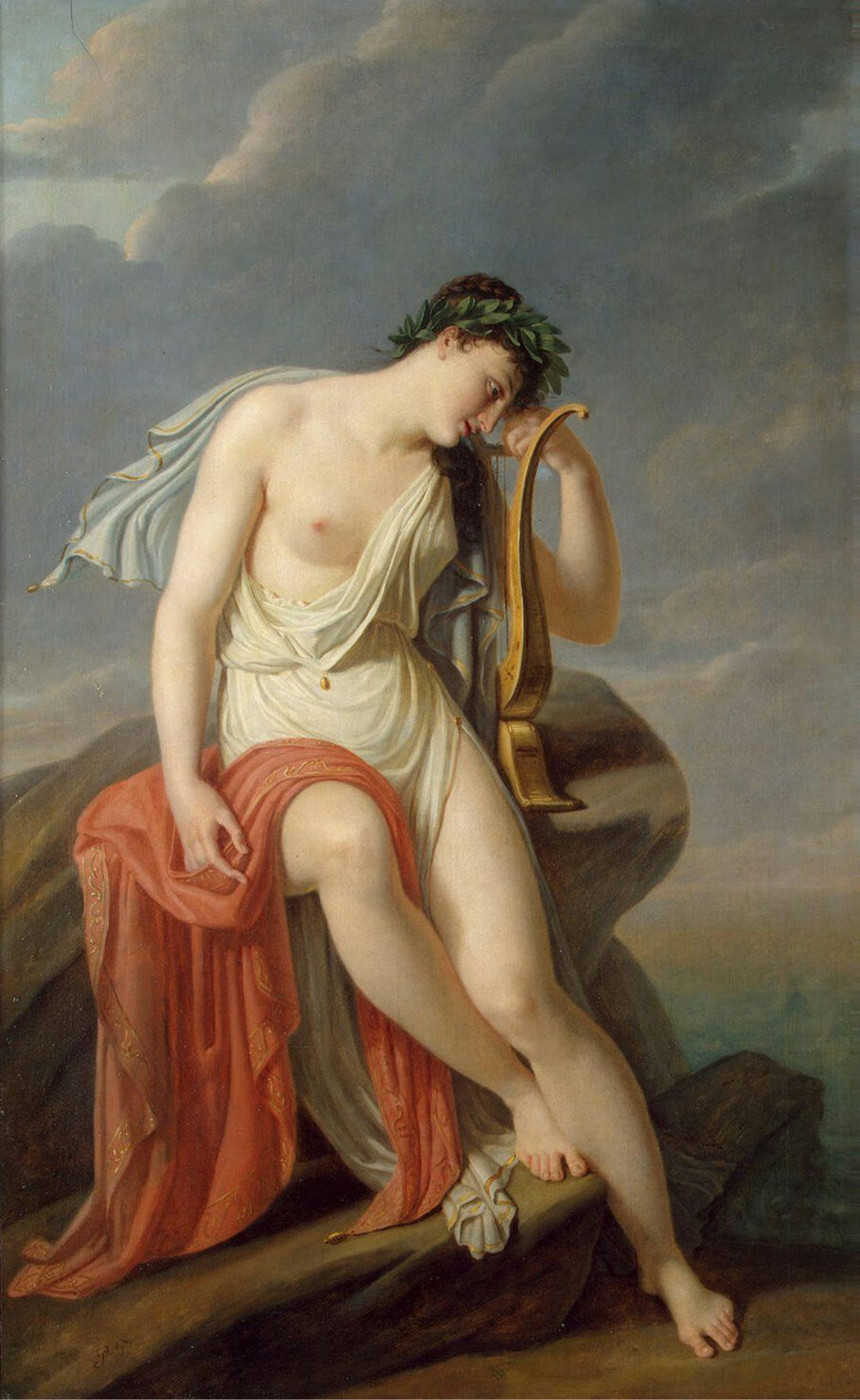
Saffo

## Allievi
Elenco parziale.
- Guillaume Bodinier (1795-1872)
- Augustin Burdet (1798-1870)
- Léon Cogniet (1794-1880)
- Alexandre Colin (1798-1875)
- Eugène Delacroix (1798-1863)
- François-Xavier Dupré (1803-1871)
- Théodore Géricault (1791-1824)
- Louis-Pierre Henriquel-Dupont (1797-1892)
- Paul Huet (1803-1869)
- Victor Orsel (1795-1850)
- Ary Scheffer (1795-1858)
- Henry Scheffer (1798-1862)
- Charles-Auguste van den Berghe (1798-1853), nel 1825